# Tu ne tueras pas !
Pour plus de détails, voir Fiche technique et Distribution.

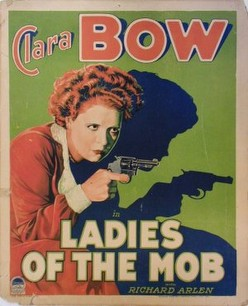
Affiche de 1928 pour le film "Tu ne tueras point !"

Tu ne tueras pas ! (Ladies of the Mob) est un film américain réalisé par William A. Wellman, sorti en 1928.

## Synopsis
Inconnu.

## Fiche technique
- Titre original : Ladies of the Mob
- Titre français : Tu ne tueras pas !
- Réalisation : William A. Wellman
- Scénario : John Farrow, Ernest Booth, Oliver H.P. Garrett et George Marion Jr.
- Direction artistique : Hans Dreier
- Photographie : Henry W. Gerrard
- Pays de production : États-Unis
- Format : Noir et blanc - 1,33:1 - Film muet
- Genre : drame
- Date de sortie : 1928

## Distribution
- Clara Bow : Yvonne
- Richard Arlen : Red
- Helen Lynch : Marie
- Mary Alden : Soft Annie
- Carl Gerard (en) : Joe
- Bodil Rosing : la mère d'Yvonne
- James Pierce : Officier de police